# Nakajima E2N
El Nakajima E2N fue un hidroavión japonés de reconocimiento del período de entreguerras. Se trataba de un aparato monomotor con dos cabinas abiertas en tándem, biplano en configuración de sesquiplano, con dos flotadores principales.

## Diseño y desarrollo
El E2N fue desarrollado en la década de 1920 por la Armada Imperial Japonesa como un hidroavión de reconocimiento de corto alcance, capaz de ser catapultado desde cruceros y acorazados. La estructura estaba realizada en madera, con la capacidad de plegar las alas. La configuración de sesquiplano ofrecía una mejor visión hacia abajo que los diseños monoplanos propuestos por Aichi y Yokosuka. Este diseño de Nakajima se convirtió en el primero realizado íntegramente en Japón con la misión de reconocimiento embarcado.

## Historial operativo
El E2N sirvió en la Armada con la denominación Hidroavión de Reconocimiento Tipo 15 (一五式水上偵察機). 80 unidades fueron producidas entre 1927 y 1929 por Nakajima y Kawanishi. Dos hidroaviones fueron empleados para el servicio civil de patrulla pesquera. Los aparatos de la Armada se retiraron de las unidades de primera línea en la década de 1930, siendo reemplazados por el Nakajima E4N, y reasignados a entrenamiento o vendidos a usuarios civiles.

## Versiones
E2N1 (Hidroavión de Reconocimiento Tipo 15-1)
Hidroavión de reconocimiento de corto alcance
E2N2 (Hidroavión de Reconocimiento Tipo 15-2)
Versión de entrenamiento con controles dobles

## Especificaciones
Referencia datos: Japanese Aircraft, 1910-1941

### Características generales
- Tripulación: 2
- Longitud: 9,57 m
- Envergadura: 13,52 m
- Altura: 3,69 m
- Superficie alar: 44 m²
- Peso vacío: 1.409 kg
- Peso cargado: 1.950 kg
- Planta motriz: 1× V8 Hispano-Suiza.
  - Potencia: 340 HP 264 kW

### Rendimiento
- Velocidad máxima operativa (Vno): 172 km/h
- Alcance: km
- Radio de acción: km
- Alcance en combate: km
- Alcance en ferry: km

### Armamento
- Ametralladoras:  Una de 7,7 mm en la cabina trasera